# Dragan Skočić
Dragan Skočić (Fiume, 3 settembre 1968) è un allenatore di calcio ed ex calciatore croato, di ruolo centrocampista, tecnico del Tractor.

## Carriera

### Allenatore
Il 14 aprile 2023 gli viene affidata la guida della nazionale della Croazia U-21 come successore di Igor Bišćan.

## Palmarès

### Allenatore

#### Competizioni nazionali
- Coppa di Croazia: 1

Rijeka: 2005-2006
- Coppa di Slovenia: 1

Interblock Lubiana: 2007-2008
- Supercoppa di Slovenia: 1

Interblock Lubiana: 2008
- Campionato iraniano: 1

Tractor: 2024-2025
- Supercoppa d'Iran: 1

Tractor: 2025